# Panagia (Kavousi)
Panagia (griechisch Παναγία (f. sg.) = Gottesmutter) ist der Name eines kretischen Bergortes mit einer kleinen Kirche desselben Namens. Er gehört zu Kavousi in der Gemeinde Ierapetra in Ostkreta. Der Ort hatte 2021 einen Einwohner, 2011 wurde er als unbewohnt registriert.

## Lage
Der Ort befindet sich 2,5 km östlich von Kavousi auf 420 Meter Höhe über dem Meer im Hochtal Avgos (κοιλάδα της Αύγου Kiláda tis Ávgou). Der Nachbarort Melisses befindet sich 250 Meter südlich.

## Ausgrabungen
Schon lange vermutete man, dass sich bei der Kirche von Panagia (Mariä Geburt) ein antiker Wachturm befand, der den Weg von Kavousi nach Chrysopigi (auch Roukaka genannt) sicherte. Am 19. Juli 1901 unternahmen die Archäologinnen Harriet Boyd und Blanche Emily Wheeler hier Ausgrabungen und entdeckten eine mit kyklopischen Mauern befestigte Wohnstätte aus der mykenischen Zeit. Durch den Bau der Kirche und die Nutzung als christlichen Friedhof waren die Funde spärlich oder zerbrochen. So kam einfache mykenische Keramik, einige Bronzegegenstände und ein Gemme aus Hämatit ans Tageslicht. 100 m östlich in einem Weinberg am Hang des Berges Bembonas (auch Beponas) wurden weitere Bronzegegenstände ausgegraben.